# Потебенько Петро Григорович

Петро Григорович Потебенько (10 червня 1935, с. Голінка, Бахмацький р-н, Чернігівська область) — український правник, проректор Національної академії прокуратури України, суддя військових трибуналів Радянської армії.

## Біографія
Уродженець села Голінка, що на Чернігівщині. РодичЯкий саме? Генерального прокурора України Михайла Потебенька (1998—2001).

## Освіта
1968 — закінчив Львівський державний університет імені Івана Франка. 

## Службова діяльність
Призначений суддею військового трибуналу Київського гарнізону, 1972 — заступник голови військового трибуналу армії Далекосхідного військового округу СРСР. Суддя військового трибуналу Північної групи військ та судді військового трибуналу Одеського військового округу. 1980 — звільнений в запас.
1981—2002 — директор Курсів підвищення кваліфікації працівників юстиції України.

## Науково-організаційна діяльність
Проректор із загальних питань Інституту Генеральної прокуратури України по підвищенню кваліфікації прокурорсько-слідчих кадрів та науково-практичних розробок з питань організації роботи на основних напрямках прокурорсько-слідчої діяльності.
З червня 2005 року — проректор з фінансово-господарської роботи Академії прокуратури України.